# Bad Wilhelmshöhe
Bad Wilhelmshöhe, Kassel-Bad Wilhelmshöhe – uzdrowiskowy okręg administracyjny Kassel, w Niemczech, w kraju związkowym Hesja. W grudniu 2015 roku okręg zamieszkiwało 12 515 mieszkańców.